# Чемпіонат Європи з легкої атлетики 1946
Чемпіонат Європи з легкої атлетики 1946 був проведений серед 22–25 серпня в Осло на стадіоні «Біслетт».
На чемпіонатах вперше взяла участь збірна СРСР, яка на той час ще не була членом ІААФ.

## Призери

### Чоловіки
| Дисципліни                | Золото                                                            | Золото     | Срібло                                                           | Срібло  | Бронза                                                                      | Бронза  |
| ------------------------- | ----------------------------------------------------------------- | ---------- | ---------------------------------------------------------------- | ------- | --------------------------------------------------------------------------- | ------- |
| 100 метрів                | Джек Арчер Велика Британія                                        | 10,6       | Гокон Транберг Норвегія                                          | 10,7    | Карло Монті Італія                                                          | 10,8    |
| 200 метрів                | Микола Каракулов СРСР                                             | 21,6       | Гокон Транберг Норвегія                                          | 21,7    | Їржі Давід Чехословаччина                                                   | 21,8    |
| 400 метрів                | Нільс Гольст-Серенсен Данія                                       | 47,9       | Жак Люні Франція                                                 | 48,3    | Дерек П'ю Велика Британія                                                   | 48,9    |
| 800 метрів                | Рене Густафссон Швеція                                            | 1.51,0     | Нільс Гольст-Серенсен Данія                                      | 1.51,1  | Марсель Ансенн Франція                                                      | 1.51,2  |
| 1500 метрів               | Леннарт Странд Швеція                                             | 3.48,0 CR  | Генрі Ерікссон Швеція                                            | 3.48,8  | Ерік Йоргенсен Данія                                                        | 3.52,8  |
| 5000 метрів               | Сідні Вудерсон Велика Британія                                    | 14.08,6 CR | Вім Слейкгойс Нідерланди                                         | 14.14,0 | Еверт Нюберг Швеція                                                         | 14.23,2 |
| 10000 метрів              | Вільйо Гейно Фінляндія                                            | 29.52,0 CR | Гельге Перяля Фінляндія                                          | 30.31,4 | Чаплар Андраш Угорщина                                                      | 30.35,2 |
| 110 метрів з бар'єрами    | Гокан Лідман Швеція                                               | 14,6       | Іпполіт Брекман Бельгія                                          | 14,9    | Вяйне Сувівуо Фінляндія                                                     | 15,0    |
| 400 метрів з бар'єрами    | Бертель Сторскрубб Фінляндія                                      | 52,2 CR    | Сікстен Ларссон Швеція                                           | 52,4    | Руне Ларссон Швеція                                                         | 52,5    |
| 3000 метрів з перешкодами | Рафаель Пуязон Франція                                            | 9.01,4 CR  | Ерік Ельмсетер Швеція                                            | 9.11,0  | Торе Шестранд Швеція                                                        | 9.14,0  |
| 4×100 метрів              | Швеція Стіг Даніельссон Інге Нільссон Олле Лесскер Стіг Гоканссон | 41,5       | Франція Агатон Лепев Жульєн Лебас П'єр Гонон Рене Вальмі         | 42,0    | Чехословаччина Мірко Парачек Леопольд Лазнічка Мірослав Ржигошек Їржі Давід | 42,2    |
| 4×400 метрів              | Франція Бернар Сантона Ів Крос Робер Шеф Дотель Жак Люні          | 3.14,4     | Велика Британія Рональд Ід Дерек П'ю Бернард Елліот Білл Робертс | 3.14,5  | Швеція Фольке Альневік Стіг Лінгорд Свен-Ерік Нолінге Торе Стен             | 3.15,0  |
| Ходьба 10000 метрів       | Йон Мікаельссон Швеція                                            | 46.05,2 CR | Фріц Шваб Швейцарія                                              | 47.03,6 | Еміль Маггі Франція                                                         | 48.10,4 |
|                           |                                                                   |            |                                                                  |         |                                                                             |         |
| Марафон                   | Мікко Гієтанен Фінляндія                                          | 2:24.55    | Вяйне Муйнонен Фінляндія                                         | 2:26.08 | Яків Пунько СРСР                                                            | 2:26.21 |
| Ходьба 50 кілометрів      | Йон Юнггрен Швеція                                                | 4:38.20 CR | Гаррі Форбс Велика Британія                                      | 4:42.58 | Чарльз Меньїн Велика Британія                                               | 4:57.04 |
|                           |                                                                   |            |                                                                  |         |                                                                             |         |
| Стрибки у висоту          | Антон Боліндер Швеція                                             | 1,99 CR    | Алан Патерсон Велика Британія                                    | 1,96    | Нільс Ніклен Фінляндія                                                      | 1,93    |
| Стрибки з жердиною        | Алан Ліндберг Швеція                                              | 4,17 CR    | Микола Озолін СРСР                                               | 4,10    | Ян Бем Чехословаччина                                                       | 4,10    |
| Стрибки у довжину         | Олле Лесскер Швеція                                               | 7,42       | Люсьєн Графф Швейцарія                                           | 7,40    | Мірослав Ржигошек Чехословаччина                                            | 7,29    |
| Потрійний стрибок         | Вальдемар Раутіо Фінляндія                                        | 15,17      | Бертіль Йонссон Швеція                                           | 15,15   | Арне Оман Швеція                                                            | 14,96   |
| Штовхання ядра            | Гуннар Гусебю Ісландія                                            | 15,56      | Дмитро Горяїнов СРСР                                             | 15,25   | Юрйо Лехтіля Фінляндія                                                      | 15,23   |
| Метання диска             | Адольфо Консоліні Італія                                          | 53,23 CR   | Джузеппе Тозі Італія                                             | 50,39   | Вейкко Нюквіст Фінляндія                                                    | 48,14 м |
| Метання молота            | Бо Еріксон Швеція                                                 | 56,44      | Ерік Йоханссон-Умедален Швеція                                   | 53,54   | Дункан Кларк Велика Британія                                                | 51,32   |
| Метання списа             | Леннарт Аттерваль Швеція                                          | 68,74      | Юрйо Нікканен Фінляндія                                          | 67,50   | Тапіо Раутаваара Фінляндія                                                  | 66,40   |
|                           |                                                                   |            |                                                                  |         |                                                                             |         |
| Десятиборство             | Годтфред Гольмванг Норвегія                                       | 6987 CR    | Сергій Кузнєцов СРСР                                             | 6930    | Геран Ваксберг Швеція                                                       | 6504    |

### Жінки
| Дисципліни            | Золото                                                                                    | Золото   | Срібло                                                      | Срібло | Бронза                                                                   | Бронза |
| --------------------- | ----------------------------------------------------------------------------------------- | -------- | ----------------------------------------------------------- | ------ | ------------------------------------------------------------------------ | ------ |
| 100 метрів            | Євгенія Сєчє нова СРСР                                                                    | 11,9 CR  | Вініфред Джордан Велика Британія                            | 12,1   | Клер Брезоль Франція                                                     | 12,2   |
| 200 метрів            | Євгенія Сеченова СРСР                                                                     | 25,4 CR  | Вініфред Джордан Велика Британія                            | 25,6   | Леа Корла Франція                                                        | 25,6   |
| 80 метрів з бар'єрами | Фанні Бланкерс-Кун Нідерланди                                                             | 11,8     | Олена Гокієлі СРСР                                          | 11,9   | Валентина Фокіна СРСР                                                    | 11,9   |
| 4×100 метрів          | Нідерланди Герда ван дер Каде-Каудейс Нетті Вітцирс-Тіммер Марта Адема Фанні Бланкерс-Кун | 47,8     | Франція Леа Корла Анн-Марі Колшен Клер Брезоль Монік Дрішон | 48,5   | СРСР Євгенія Сеченова Валентина Фокіна Олена Гокієлі Валентина Васильєва | 48,7   |
|                       |                                                                                           |          |                                                             |        |                                                                          |        |
| Стрибки у висоту      | Анн-Марі Колшен Франція                                                                   | 1,60     | Олександра Чудіна СРСР                                      | 1,57   | Анне Іверсен Данія                                                       | 1,57   |
| Стрибки у довжину     | Герда ван дер Каде-Каудейс Нідерланди                                                     | 5,67     | Лідія Гайле СРСР                                            | 5,67   | Валентина Васильєва СРСР                                                 | 5,63   |
| Штовхання ядра        | Тетяна Севрюкова СРСР                                                                     | 14,16 CR | Мішлін Остермеєр Франція                                    | 12,84  | Амелія Піччініні Італія                                                  | 12,22  |
| Метання диска         | Ніна Думбадзе СРСР                                                                        | 44,21    | Анн Нісінк Нідерланди                                       | 40,46  | Ядвіга Вайс Польща                                                       | 39,37  |
| Метання списа         | Клавдія Маюча СРСР                                                                        | 46,25 CR | Людмила Анокіна СРСР                                        | 45,84  | Йоханна Конінг Нідерланди                                                | 43,24  |

## Медальний залік
За регламентом змагань золотою медаллю нагороджувались спортсмени, які посіли перше місце, срібними - 2 та 3 місця, а бронзовими - 4-6 місця. В таблиці нижче медальні показники вказані за загальноприйнятим підходом: 1-е місце - золота, 2 місце - срібна, 3 місце - бронзова медалі.
| Місце                | Країна               | Золото | Срібло | Бронза | Загалом |
| -------------------- | -------------------- | ------ | ------ | ------ | ------- |
| 1                    | Швеція               | 11     | 5      | 6      | 22      |
| 2                    | СРСР                 | 6      | 7      | 4      | 17      |
| 3                    | Фінляндія            | 4      | 3      | 5      | 12      |
| 4                    | Франція              | 3      | 4      | 4      | 11      |
| 5                    | Нідерланди           | 3      | 2      | 1      | 6       |
| 6                    | Велика Британія      | 2      | 5      | 3      | 10      |
| 7                    | Норвегія             | 1      | 2      | 0      | 3       |
| 8                    | Італія               | 1      | 1      | 2      | 4       |
| 8                    | Данія                | 1      | 1      | 2      | 4       |
| 10                   | Ісландія             | 1      | 0      | 0      | 1       |
| 11                   | Швейцарія            | 0      | 2      | 0      | 2       |
| 12                   | Бельгія              | 0      | 1      | 0      | 1       |
| 13                   | Чехословаччина       | 0      | 0      | 4      | 4       |
| 14                   | Угорщина             | 0      | 0      | 1      | 1       |
| 14                   | Польща               | 0      | 0      | 1      | 1       |
| Загалом (15 збірних) | Загалом (15 збірних) | 33     | 33     | 33     | 99      |